# Предание о браке Елизаветы Петровны
Предание о браке Елизаветы Петровны с Алексеем Разумовским - одна из легенд, связанных с Домом Романовых. Связано с персоной самозванки под прозванием "княжна Тараканова", якобы их дочерью.

## "Венчание"
С XVIII века существует легенда, нашедшая отражение и в европейской литературе, о том, что русская императрица Елизавета вступила в тайный брак со своим многолетним фаворитом малороссийским казаком, возведенным в графское достоинство, Алексеем Разумовским. 
Событие якобы произошло в 1742 году, во время посещения царицей имения Покровское-Рубцово и села Перово, в церкви которого, названной в честь Знамения Св. Богородицы, и состоялось венчание. Сторонники легенды ссылаются на собственноручно вышитые Елизаветой «возду́хи», действительно долгое время сохранявшиеся в перовской церкви. Также в пользу этой легенды может свидетельствовать факт покупки Елизаветой села в 1743 г. и строительства в нём дворца, преподнесённого в дар Алексею Разумовскому.
По иной версии, венчание произошло в церкви Воскресения в Барашах 15 июля 1748 года, где затем в недалеко расположенном дворце «молодые» устроили скромный ужин и провели брачную ночь. В качестве подтверждения указывается, будто церковную главу позднее украсила царская корона (что, как считают современные исследователи, отнюдь не соответствует действительности). Против легенды свидетельствует также факт, что церковь была достроена через тридцать лет после даты предполагаемой свадьбы.
Среди сторонников легенды также нет единства в вопросе, когда произошло бракосочетание, кроме 1742 также называют 1744, 1748 и 1750 годы.

## "Потомство"

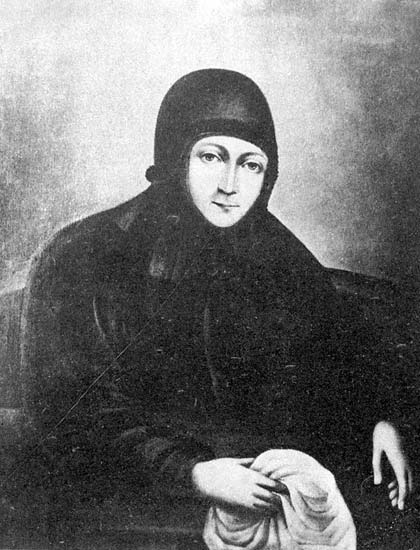
«Тараканова Августа (принцесса, в иноцех Досифея)»

Что касается потомства от этого брака, то Жан-Анри Кастера (фр. Jean-Henri Castéra) в своей биографии российской императрицы Vie de Catherine II, impératrice de Russie (Париж, 1797) предполагает, будто Елизавета родила мужу двоих сыновей и дочь. Один из этих сыновей, по мнению французского исследователя, дожил до 1800 года, другой же умер молодым, причём виной тому был несчастный случай — готовясь к карьере горного инженера, он якобы изучал химию под руководством профессора Лемана и задохнулся или насмерть отравился случайно пролившимся из разбитой колбы ядовитым составом. 
Княжна Тараканова, по его мнению, была младшей и родилась в 1755 году.
Со своей стороны, Адольф фон Гельбиг в своей «Russische Gunstlinge» утверждает, будто согласно ходившим в России слухам, детей было двое — сын, носивший позднее фамилию Закревский, и дочь — княжна Тараканова. Впрочем, отцом последней фон Хельбиг полагал Ивана Ивановича Шувалова и относил её рождение к 1753 году. Этой же версии придерживался М. Н. Логинов, отождествивший Закревского с тайным советником и президентом медицинской коллегии, чья дочь Прасковья была замужем за Павлом Сергеевичем Потёмкиным.
Шарль-Пино Дюкло в своих «Mémoires Secrets» добавляет к тому, будто дети от этого брака воспитывались некоей итальянкой по имени Джованна, доверенным лицом Елизаветы, которая выдавала обоих за собственных детей. Гельбиг, также разделявший это мнение, добавлял, будто Шувалов навещал «свою» дочь в Италии. Как полагают иногда, мотивом к возникновению подобных сведений были намёки самозванки Таракановой на якобы имевшиеся у неё письма Шувалова.
Князь Александр Григорьевич Долгоруков утверждал, что видел двух детей, мальчика и девочку, Елизаветы Петровны от Алексея Яковлевича Шубина, будущего генерал-поручика, кому Елизавета писала пылкие любовные поэмы.
Граф Д. Н. Блудов держался мнения, будто у Елизаветы и Разумовского был сын, всю жизнь проведший в заточении в одном из монастырей Переяславля-Залесского и якобы горько жаловавшийся на судьбу, и дочь, Августа Тараканова.

### Инокиня Досифея

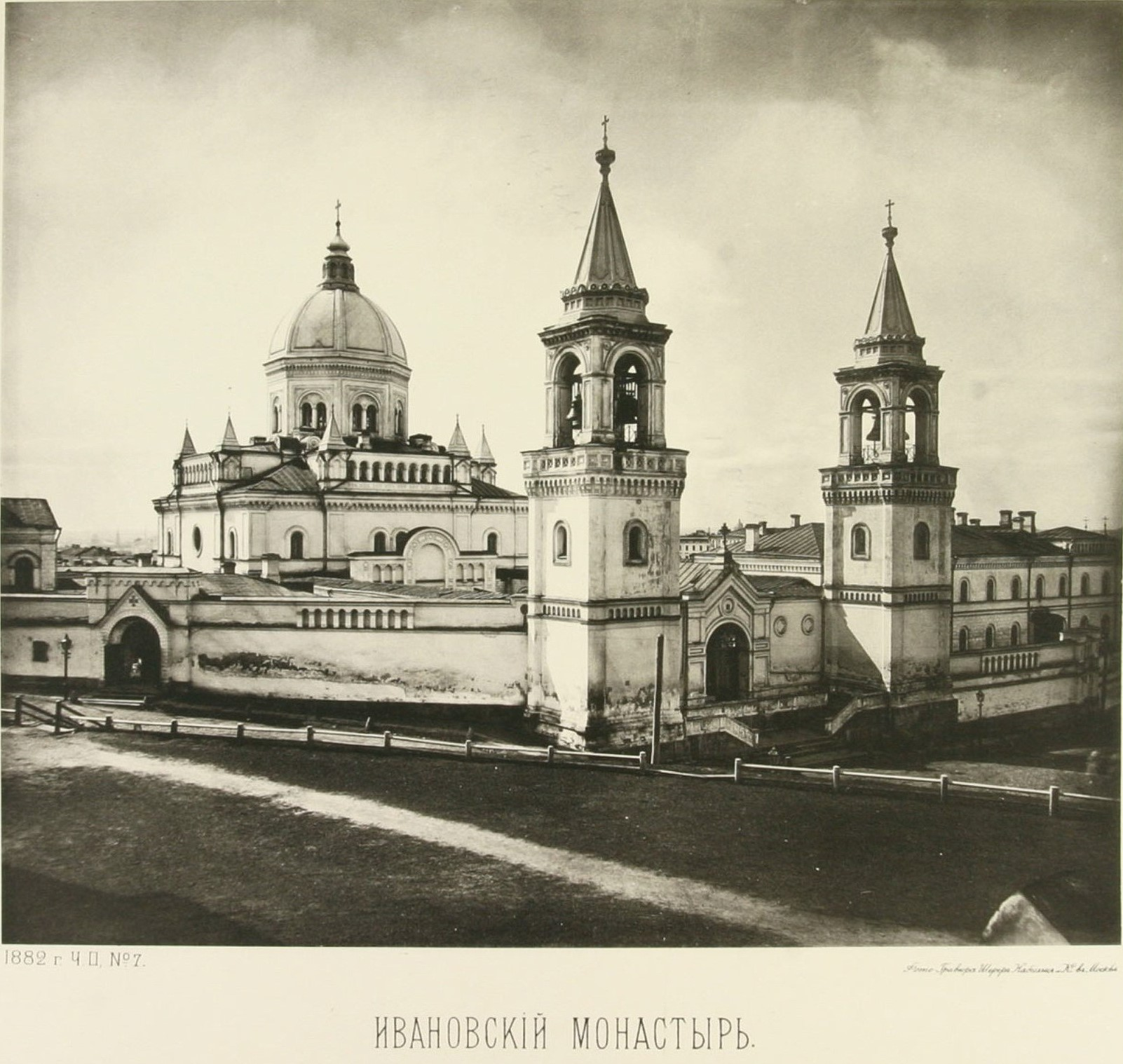
Иваново-Предтеченский женский монастырь

Действительно, некая «Августа Матвеевна» (по иным сведениям — Тимофеевна, отчество считается вымышленным) существовала на самом деле, как полагается, постриженная насильно, и принявшая монашеское имя Досифеи, она в течение 25 лет, до самой смерти, последовавшей в 1810 году прожила в московском Ивановском монастыре, предназначенном для «призрения вдов и сирот знатных и заслуженных людей». 
Для неё было отведено помещение, состоявшее из двух небольших комнат и прихожей для келейницы, располагавшееся в одноэтажном каменном здании в восточной стороне монастыря, по соседству с покоями игуменьи Елизаветы. Достоверно известно, что вплоть до смерти императрицы Екатерины II, она вынуждена была жить почти в полном уединении, навещаемая лишь игуменьей, своим духовником и причетником, а также купцом Шепелевым, торговавшим чаем и сахаром. 
Церковные службы для неё устраивались отдельно — в надвратной церкви монастыря, при запертых дверях. Своё время посвящала в основном чтению книг религиозного содержания и рукоделию. Получаемые из государственного казначейства деньги, а также довольно значительные суммы, время от времени поступавшие на её имя из неизвестного источника, в основном тратила на украшение монастырской церкви и обильную милостыню. Никогда не участвуя в общих трапезах, имела собственный достаточно изысканный стол.
Уже после смерти Екатерины суровый режим затворничества был смягчён: Августу несколько раз посетил митрополит Платон, а также некое лицо, принадлежавшее к императорской фамилии, по вполне понятным причинам пожелавшее остаться неизвестным. Так же причетник, по словам Снегирёва, видел нескольких «весьма важных лиц», посещавших её, с гостями Августа разговаривала на иностранном языке.
Считается также, что Досифея хранила у себя некоторые бумаги, которые сожгла незадолго до смерти, и портрет императрицы Елизаветы.
Последние годы жизни наложила на себя обет молчания, ввиду чего считалась в монастыре «праведной». Воспитанниками Досифеи стали братья Путиловы, в дальнейшем также избравшие монашество (см.: Моисей и Антоний Оптинские). Единственное написанное её рукой письмо адресовано именно им. 
Скончалась она в 1808 году (как указано на портрете) или же, что более вероятно, 4 февраля 1810 года (согласно надписи на могильной плите).  
Отпевал её за болезнью митрополита его старший викарий Московской епархии, архиепископ Дмитровский Августин, на похоронах же присутствовали высокопоставленные представители московского духовенства, сенаторы, члены опекунского совета и вельможи елизаветинского времени, сюда же явился тогдашний губернатор Москвы Андрей Гудович в парадном облачении. Автор биографии самозванки Таракановой П. Мельников не преминул заметить, что Гудович был женат на Прасковье Кирилловне Разумовской, которая, если считать Августу дочерью Елизаветы, приходилась бы монахине кузиной. 

#### Личность
Как полагает А. Самгин, Августа Тараканова родилась около 1745—1746 годов, крещена, вероятно, 24 ноября, в день праздника мученицы Августы Римской. Предполагается, что принцесса воспитывалась в семье Веры Григорьевны Дараган, сестры графа Разумовского.
По описаниям современников она была среднего роста, стройна и хранила на своем лице «следы редкой красоты».
Гликерия Ивановна Головкина, воспитанница Ивановского монастыря, записала её рассказ о себе, и ещё спустя 55 лет он был опубликован в «Современной летописи»:
Это было давно: была одна девица, дочь очень, очень знатных родителей, и воспитывалась она далеко за морем, в тёплой стороне, образование получила блестящее, жила она в роскоши и почёте, окруженная большим штатом прислуги. Один раз у неё были гости, и в числе их один русский генерал, очень известный в то время; генерал этот и предложил покататься в шлюпке по взморью; поехали с музыкой, с песнями; а как вышли в море — там стоял наготове русский корабль. Генерал и говорит ей: «Не угодно ли вам посмотреть на устройство корабля?» Она согласилась, взошла на корабль, — а как только взошла, её уж силой отвели в каюту, заперли и приставили к ней часовых… Через несколько времени нашлись добрые люди, сжалились над несчастною — дали ей свободу и распустили слух, что она утонула… Много было труда ей укрываться… Чтобы как-нибудь не узнали её, она испортила лицо своё, натирая его луком до того, что оно распухло и разболелось, так что не осталось и следа от её красоты; одета она была в рубище и питалась милостыней, которую выпрашивала на церковных папертях; наконец пошла она к одной игуменье, женщине благочестивой, открылась ей, и та из сострадания прнютила её у себя в монастыре, рискуя сама попасть за это под ответственность.
Аналогичные сведения имеются также в РБС под редакцией А. А. Половцова. Воспроизводится также портрет, предположительно изображающий Августу, на обороте которого было написано «Принцесса Августа Тараканова, в иноцех Досифея». 
П. Мельников отметил ходившие в XVIII—XIX веках слухи, будто к монашескому уединению Августу сумела склонить Екатерина, якобы имевшая с ней свидание и уверившая, что в противном случае дочь Елизаветы может сделаться игрушкой в чужих руках.
М. И. Пыляев отмечал:
 Орлов, по рассказам современников, живя в Москве, никогда не ездил мимо Ивановского монастыря, где жила настоящая княжна Тараканова; он думал, что там томится в заключении его жертва…
Современные исследователи, замечая, что рассказ этот почти в точности повторяет историю самозванки Таракановой, ставят под сомнение как искренность монахини, так и её принадлежность к царскому роду.

#### Могила

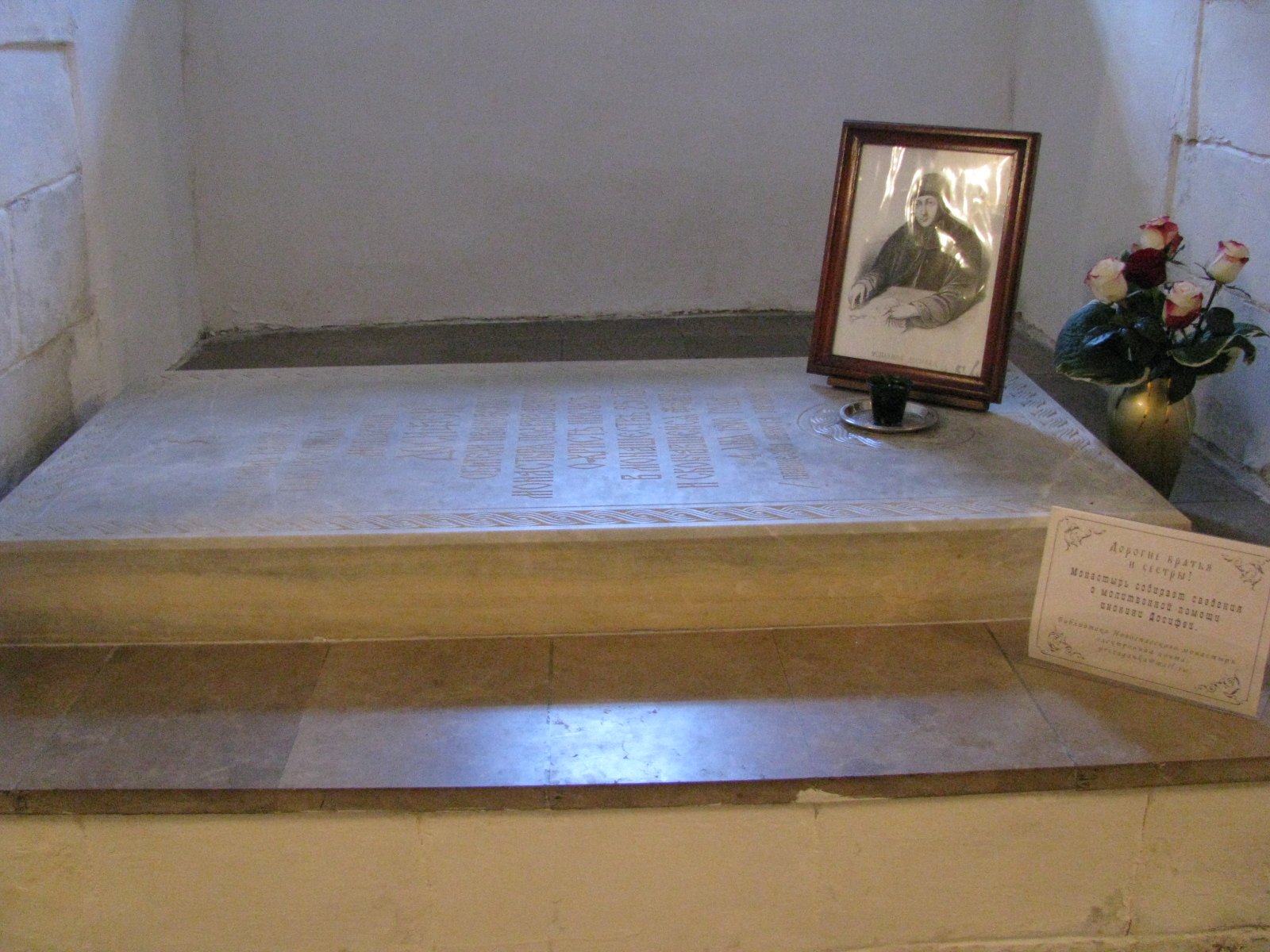
Надгробие инокини Досифеи в Новоспасском монастыре

Августу похоронили не в ее обители, а в Новоспасском монастыре. 
В преддверие празднования 300-летия дома Романовых усыпальница нецарствовавших членов рода (бояр) в подклете собора монастыря была приведена в порядок, установлены новые могильные плиты в едином стиле и устроена  церковь Романа Сладкопевца. В связи с этим останки инокини были перенесены в эту крипту, а над её изначальным захоронением в 1907-1910-е годы воздвигли часовню. 
На её могильной плите выбита надпись:
Под сим камнем положено тело усопшей о Господе монахини Досифеи, обители Ивановскаго монастыря, подвизавшейся о Христе Иисусе в монашестве двадцать лет, а скончавшейся февраля 4-го 1810 года. Всего её жития было шестьдесят четыре года. Боже, всели её в вечных Твоих обителях!

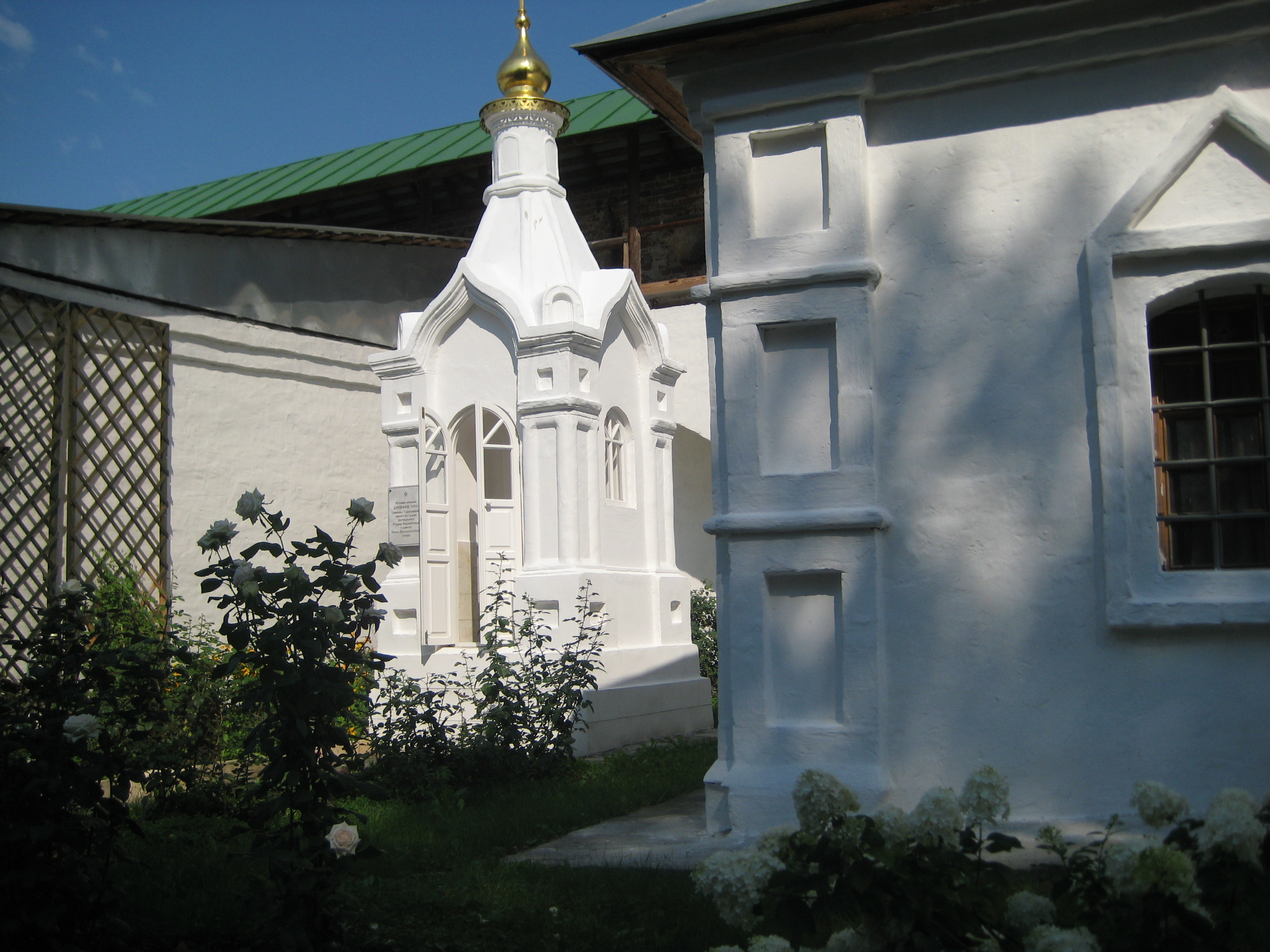
Часовня 1910 года

В Новоспасском монастыре идет сбор сведений о помощи верующим по молитвам к Досифее с целью ее канонизации.
Уже в новейшее время могила Августы была вскрыта. Оказалось, что монахиня была горбуньей, видимо, из-за полученной в детстве травмы, круглолицей и внешности весьма посредственной. Впрочем, противники подобной точки зрения заметили, что во время разграбления монастыря солдатами Наполеона, подлинное надгробие могло быть сдвинуто, и на месте захоронения Августы оказалась другая женщина. От их внимания не ускользнуло также, что череп умершей сохранился очень плохо, и делать какие-то выводы уже поэтому достаточно преждевременно. Генетической экспертизы, которая могла бы положить конец спорам, проведено не было.

### Прочие
Кроме того, в России XVIII и XIX веков ходили многочисленные слухи об иных «дочерях» Елизаветы и Разумовского. Так Михаил Иванович Семевский в своей статье «Заметка об одной могиле в посаде Пучеж» приводит рассказ о якобы жившей в Пушавинском монастыре дочери Елизаветы и Разумовского, известной под именем Варвары Мироновны Назарьевой или инокини Аркадии, умершей в 1839 г. Подобные же слухи были зафиксированы в Уфе, Екатеринбурге, Нижнем Новгороде, Костроме и т. д. где в соответствующее время были спрятаны в монастырях несколько женщин, якобы принадлежавших к высшему Петербургскому обществу и официально объявленных «умалишёнными».